# Битный, Василий Михайлович
Василий Михайлович Битный (28 июля 1940, Москва, СССР — 7 июня 2005, Щебетовка, Феодосия, АР Крым, Украина) — советский футболист, вратарь.
Воспитанник Московско—окружного отделения МЖД. В 1958—1960 годах провёл 29 игр за дубль «Локомотива». Первым вратарём в то время был Владимир Маслаченко, и Битный за основную команду отыграл только три матча — 14 сентября 1958 вышел на замену во втором тайме матча «Крылья Советов» (Куйбышев) — «Локомотив» и два полных матча провёл в июле 1960 — «Беларусь» (Минск) — «Локомотив» (0:2) и «Локомотив» — ЦСКА (1:6). Конец 1960 отыграл в дубле ЦСКА. В следующем сезоне Битный провёл три матча в воротах кишинёвской «Молдовы». Затем играл в низших лигах за «Кубань» Краснодар (1962), «Шахтёр» Караганда (1963), «Химик» Клин (1964), «Спартак» Рязань (1966).
В сентябре 1958 принял участие в товарищеском матче юношеских сборных СССР и Чехословакии (5:0). Центральный стадион «Динамо»